# Oscar za nejlepší kostýmy
Cena Akademie za nejlepší kostýmy (Best Costume Design) je jedna z cen, kterou každoročně uděluje Akademie filmového umění a věd (Academy of Motion Picture Arts and Sciences; AMPAS) za nejlepší filmové počiny roku. Cena se poprvé udělovala v roce 1949, na slavnostním večeru oceňujícím nejlepší filmy za rok 1948. Do roku 1967 se cena dělila do dvou kategorií: nejlepší kostýmy v černobílém filmu a v barevném filmu. Od roku 1967 jsou kategorie sloučeny.

## Vítězové

### Čtyřicátá léta
| Rok  | Film                         | Laureát(i)                            |
| ---- | ---------------------------- | ------------------------------------- |
| 1948 | Černobílý film               | Černobílý film                        |
| 1948 | Hamlet                       | Roger K. Furse                        |
| 1948 | Barevný film                 |                                       |
| 1948 | Johanka z Arcu (Joan of Arc) | Dorothy Jeakins a Karinska            |
| 1949 | Černobílý film               | Černobílý film                        |
| 1949 | Dědička (The Heiress)        | Edit Headová a Gile Steele            |
| 1949 | Barevný film                 |                                       |
| 1949 | Adventures of Don Juan       | Leah Rhodes, Travilla a Marjorie Best |

### Padesátá léta
| Rok  | Film                                                  | Laureát(i)                                                                |
| ---- | ----------------------------------------------------- | ------------------------------------------------------------------------- |
| 1950 | Černobílý film                                        | Černobílý film                                                            |
| 1950 | Vše o Evě (All About Eve)                             | Edit Headová a Charles LeMaire                                            |
| 1950 | Barevný film                                          |                                                                           |
| 1950 | Samson & Dalila (Samson and Delilah)                  | Edit Headová, Dorothy Jeakins, Elois Jenssen, Gile Steele a Gwen Wakeling |
| 1951 | Černobílý film                                        | Černobílý film                                                            |
| 1951 | Místo na výsluní (A Place in the Sun)                 | Edit Headová                                                              |
| 1951 | Barevný film                                          |                                                                           |
| 1951 | Američan v Paříži (An American in Paris)              | Orry-Kelly, Walter Plunkett a Irene Sharaff                               |
| 1952 | Černobílý film                                        | Černobílý film                                                            |
| 1952 | Město iluzí (The Bad and the Beautiful)               | Helen Rose                                                                |
| 1952 | Barevný film                                          |                                                                           |
| 1952 | Moulin Rouge                                          | Marcel Vertès                                                             |
| 1953 | Černobílý film                                        | Černobílý film                                                            |
| 1953 | Prázdniny v Římě (Roman Holiday)                      | Edit Headová                                                              |
| 1953 | Barevný film                                          |                                                                           |
| 1953 | Roucho (The Robe)                                     | Charles LeMaire a Emile Santiago                                          |
| 1954 | Černobílý film                                        | Černobílý film                                                            |
| 1954 | Sabrina                                               | Edit Headová                                                              |
| 1954 | Barevný film                                          |                                                                           |
| 1954 | Brána pekel (Gate of Hell)                            | Sanzo Wada                                                                |
| 1955 | Černobílý film                                        | Černobílý film                                                            |
| 1955 | I'll Cry Tomorrow                                     | Helen Rose                                                                |
| 1955 | Barevný film                                          |                                                                           |
| 1955 | Je krásné lásku dát (Love Is a Many-Splendored Thing) | Charles LeMaire                                                           |
| 1956 | Černobílý film                                        | Černobílý film                                                            |
| 1956 | Závratná kariéra (The Solid Gold Cadillac)            | Jean Louis                                                                |
| 1956 | Barevný film                                          |                                                                           |
| 1956 | Král a já (The King and I)                            | Irene Sharaff                                                             |
| 1957 | Děvčata (Les Girls)                                   | Orry-Kelly                                                                |
| 1958 | Gigi                                                  | Cecil Beaton                                                              |
| 1959 | Černobílý film                                        | Černobílý film                                                            |
| 1959 | Někdo to rád horké (Some Like It Hot)                 | Orry-Kelly                                                                |
| 1959 | Barevný film                                          |                                                                           |
| 1959 | Ben Hur (Ben-Hur)                                     | Elizabeth Haffenden                                                       |

### Šedesátá léta
| Rok  | Film                                                                | Laureát(i)                                    |
| ---- | ------------------------------------------------------------------- | --------------------------------------------- |
| 1960 | Černobílý film                                                      | Černobílý film                                |
| 1960 | Fakta života (The Facts of Life)                                    | Edit Headová a Edward Stevenson               |
| 1960 | Barevný film                                                        |                                               |
| 1960 | Spartakus (Spartacus)                                               | Arlington Valles a Bill Thomas                |
| 1961 | Černobílý film                                                      | Černobílý film                                |
| 1961 | Sladký život (La Dolce Vita)                                        | Piero Gherardi                                |
| 1961 | Barevný film                                                        |                                               |
| 1961 | West Side Story                                                     | Irene Sharaff                                 |
| 1962 | Černobílý film                                                      | Černobílý film                                |
| 1962 | Co se vlastně stalo s Baby Jane? (What Ever Happened to Baby Jane?) | Norma Koch                                    |
| 1962 | Barevný film                                                        |                                               |
| 1962 | The Wonderful World of the Brothers Grimm                           | Mary Wills                                    |
| 1963 | Černobílý film                                                      | Černobílý film                                |
| 1963 | Osm a půl (8½)                                                      | Piero Gherardi                                |
| 1963 | Barevný film                                                        |                                               |
| 1963 | Kleopatra (Cleopatra)                                               | Renié, Vittorio Nino Novarese a Irene Sharaff |
| 1964 | Černobílý film                                                      | Černobílý film                                |
| 1964 | Noc s leguánem (The Night of the Iguana)                            | Dorothy Jeakins                               |
| 1964 | Barevný film                                                        |                                               |
| 1964 | My Fair Lady                                                        | Cecil Beaton                                  |
| 1965 | Černobílý film                                                      | Černobílý film                                |
| 1965 | Drahoušek (Darling)                                                 | Julie Harris                                  |
| 1965 | Barevný film                                                        |                                               |
| 1965 | Doktor Živago (Doctor Zhivago)                                      | Phyllis Dalton                                |
| 1966 | Černobílý film                                                      | Černobílý film                                |
| 1966 | Kdo se bojí Virginie Woolfové? (Who's Afraid of Virginia Woolf?)    | Irene Sharaff                                 |
| 1966 | Barevný film                                                        |                                               |
| 1966 | Člověk pro každé počasí (A Man for All Seasons)                     | Elizabeth Haffenden a Joan Bridge             |
| 1967 | Camelot                                                             | John Truscott                                 |
| 1968 | Romeo a Julie (Romeo and Juliet)                                    | Danilo Donati                                 |
| 1969 | Tisíc dnů s Annou (Anne of the Thousand Days)                       | Margaret Furse                                |

### Sedmdesátá léta
| Rok  | Film                                             | Laureát(i)                             |
| ---- | ------------------------------------------------ | -------------------------------------- |
| 1970 | Cromwell                                         | Vittorio Nino Novarese                 |
| 1971 | Mikuláš a Alexandra (Nicholas and Alexandra)     | Yvonne Blake a Antonio Castillo        |
| 1972 | S tetou na cestách (Travels with My Aunt)        | Anthony Powell                         |
| 1973 | Podraz (The Sting)                               | Edith Headová                          |
| 1974 | Velký Gatsby (The Great Gatsby)                  | Theoni V. Aldredge                     |
| 1975 | Barry Lyndon                                     | Milena Canonero a Ulla-Britt Söderlund |
| 1976 | Casanova Federica Felliniho (Fellini's Casanova) | Danilo Donati                          |
| 1977 | Star Wars: Epizoda IV – Nová naděje (Star Wars)  | John Mollo                             |
| 1978 | Smrt na Nilu (Death on the Nile)                 | Anthony Powell                         |
| 1979 | All That Jazz                                    | Albert Wolsky                          |

### Osmdesátá léta
| Rok  | Film                                     | Laureát(i)                 |
| ---- | ---------------------------------------- | -------------------------- |
| 1980 | Tess                                     | Anthony Powell             |
| 1981 | Ohnivé vozy (Chariots of Fire)           | Milena Canonero            |
| 1982 | Gándhí (Gandhi)                          | Bhanu Athaiya a John Mollo |
| 1983 | Fanny a Alexandr (Fanny and Alexander)   | Marik Vos-Lundh            |
| 1984 | Amadeus                                  | Theodor Pištěk             |
| 1985 | Ran                                      | Emi Wada                   |
| 1986 | Pokoj s vyhlídkou (A Room with a View)   | Jenny Beavan a John Bright |
| 1987 | Poslední císař (The Last Emperor)        | James Acheson              |
| 1988 | Nebezpečné známosti (Dangerous Liaisons) | James Acheson              |
| 1989 | Jindřich V. (Henry V)                    | Phyllis Dalton             |

### Devadesátá léta
| Rok  | Film                                                                                        | Laureát(i)                   |
| ---- | ------------------------------------------------------------------------------------------- | ---------------------------- |
| 1990 | Cyrano z Bergeracu (Cyrano de Bergerac)                                                     | Franca Squarciapino          |
| 1991 | Bugsy                                                                                       | Albert Wolsky                |
| 1992 | Dracula (Bram Stoker's Dracula)                                                             | Eiko Išioka                  |
| 1993 | Věk nevinnosti (The Age of Innocence)                                                       | Gabriella Pescucci           |
| 1994 | Dobrodružství Priscilly, královny pouště (The Adventures of Priscilla, Queen of the Desert) | Tim Chappel a Lizzy Gardiner |
| 1995 | Čas smyslnosti (Restoration)                                                                | James Acheson                |
| 1996 | Anglický pacient (The English Patient)                                                      | Ann Roth                     |
| 1997 | Titanic                                                                                     | Deborah Lynn Scott           |
| 1998 | Zamilovaný Shakespeare (Shakespeare in Love)                                                | Sandy Powell                 |
| 1999 | Páté přes deváté (Topsy-Turvy)                                                              | Lindy Hemming                |

### První desetiletí 21. století
| Rok  | Film                                                                      | Laureát(i)                        |
| ---- | ------------------------------------------------------------------------- | --------------------------------- |
| 2000 | Gladiátor (Gladiator)                                                     | Janty Yates                       |
| 2001 | Moulin Rouge!                                                             | Catherine Martin a Angus Strathie |
| 2002 | Chicago                                                                   | Colleen Atwood                    |
| 2003 | Pán prstenů: Návrat krále (The Lord of the Rings: The Return of the King) | Ngila Dickson a Richard Taylor    |
| 2004 | Letec (The Aviator)                                                       | Sandy Powell                      |
| 2005 | Gejša (Memoirs of a Geisha)                                               | Colleen Atwood                    |
| 2006 | Marie Antoinetta (Marie Antoinette)                                       | Milena Canonero                   |
| 2007 | Královna Alžběta: Zlatý věk (Elizabeth: The Golden Age)                   | Alexandra Byrne                   |
| 2008 | Vévodkyně (The Duchess)                                                   | Michael O'Connor                  |
| 2009 | Královna Viktorie (The Young Victoria)                                    | Sandy Powell                      |

### Druhé desetiletí 21. století
| Rok  | Film                                                                         | Laureát(i)        |
| ---- | ---------------------------------------------------------------------------- | ----------------- |
| 2010 | Alenka v říši divů (Alice in Wonderland)                                     | Colleen Atwood    |
| 2011 | Umělec (The Artist)                                                          | Mark Bridges      |
| 2012 | Anna Karenina                                                                | Jacqueline Durran |
| 2013 | Velký Gatsby (The Great Gatsby)                                              | Catherine Martin  |
| 2014 | Grandhotel Budapešť (The Grand Budapest Hotel)                               | Milena Canonero   |
| 2015 | Šílený Max: Zběsilá cesta (Mad Max: Fury Road)                               | Jenny Beavan      |
| 2016 | Fantastická zvířata a kde je najít (Fantastic Beasts and Where to Find Them) | Colleen Atwood    |
| 2017 | Nit z přízraků (Phantom Thread)                                              | Mark Bridges      |
| 2018 | Black Panther                                                                | Ruth E. Carter    |
| 2019 | Malé ženy (Little Women)                                                     | Jacqueline Durran |

### Třetí desetiletí 21. století
| Rok  | Film                                                               | Laureát(i)       |
| ---- | ------------------------------------------------------------------ | ---------------- |
| 2020 | Ma Rainey – matka blues (Ma Rainey's Black Bottom)                 | Ann Roth         |
| 2021 | Cruella (Cruella)                                                  | Jenny Beavan     |
| 2022 | Black Panther: Wakanda nechť žije (Black Panther: Wakanda Forever) | Ruth E. Carter   |
| 2023 | Chudáčci (Poor Things)                                             | Holly Waddington |
| 2024 | Čarodějka (Wicked)                                                 | Paul Tazewell    |